# Березинський Вадим Львович
Вади́м Льво́вич Березинський (15 липня 1935 Київ, Українська СРР — 23 червня 1980, Москва, Російська РФСР) — радянський фізик-теоретик.

## Життєпис
В 1959 закінчив Фізичний факультет МДУ, в 1963 році — аспірантуру МІФІ. З 1963 року працював у Московському текстильному інституті, з 1968 — в НДІ «Теплоприбор».
У 1971 році захистив кандидатську дисертацію на тему «Низькотемпературні властивості двовимірних систем з безперервною групою симетрії» в Інституті теоретичної фізики ім. Л. Д. Ландау АН СРСР.
З 1977 року — в Інституті теоретичної фізики ім. Л. Д. Ландау АН СРСР.

## Науковий доробок
Працював у галузі гідродинаміки, фізики твердого тіла, фізики елементарних частинок і гравітації.
Передбачив ряд незвичайних фізичних властивостей двовимірних систем. Вперше показав, що тонка (близько декількох ангстрем) плівка рідкого гелію при низьких температурах має властивість надплинності. Пояснив загальну природу «поперечної жорсткості» і ввів цей термін. Показав, що в системах, що володіють поперечною жорсткістю, кореляції повільно спадають з температурою, що і визначає фундаментальні властивості нової низькотемпературної фази — фази Березинського. Вперше виявив важливу роль топологічних дефектів у цій фазі: вихорів у плівці надплинного гелію-4, дислокацій у двовимірному кристалі, вихрових конфігурацій у магнетиках. Виконав кількісний розрахунок дисоціації дефектних молекул.
Висловив важливі ідеї про топологічні дефекти, які набули цікавого розвитку в фізиці конденсованого стану та в фізиці елементарних частинок.
Розвинув складний математичний апарат, за допомогою якого довів, що корелятор хвильових функцій у різних точках простору експоненціально спадає з відстанню, і вивів асимптотичні формули для частотної залежності провідності. Довів, що статична провідність обертається в нуль для дефектів. Таким чином, залишковий опір одновимірного провідника є нескінченим, а температурна залежність провідності має напівпровідниковий характер.